# Barnston, Merseyside
Barnston är en by i distriktet Wirral, i grevskapet Merseyside, i England. Byn är belägen 9,6 km från Liverpool. Orten har 729 invånare (2015). Barnston var en civil parish 1866–1974. Civil parish hade 2 578 invånare år 1951. Byn nämndes i Domedagsboken (Domesday Book) år 1086, och kallades då Bernestone.